# Mellby, Lidköpings kommun
Mellby är en tätort (före 2020 småort) i Lidköpings kommun, Västra Götalands län. Och kyrkby i Mellby socken.
Den nya kyrkan, Mellby kyrka, placerades i anslutning till den nya by som växte fram under 1800-talet. Medeltidskyrkan anses ha delar från 1100-talet.

## Befolkningsutveckling
| Befolkningsutvecklingen i Mellby 1990–2020 | Befolkningsutvecklingen i Mellby 1990–2020 | Befolkningsutvecklingen i Mellby 1990–2020 | Befolkningsutvecklingen i Mellby 1990–2020 | Befolkningsutvecklingen i Mellby 1990–2020 |
| ------------------------------------------ | ------------------------------------------ | ------------------------------------------ | ------------------------------------------ | ------------------------------------------ |
|                                            |                                            |                                            |                                            |                                            |
| År                                         |                                            |                                            | Folkmängd                                  | Areal (ha)                                 |
| 1990                                       | 1990                                       |                                            | 73                                         | 24#                                        |
| 1995                                       | 1995                                       |                                            | 100                                        | 31#                                        |
| 2000                                       | 2000                                       |                                            | 112                                        | 32#                                        |
| 2005                                       | 2005                                       |                                            | 126                                        | 35#                                        |
| 2010                                       | 2010                                       |                                            | 160                                        | 36#                                        |
| 2015                                       | 2015                                       |                                            | 192                                        | 62#                                        |
| 2020                                       | 2020                                       |                                            | 210                                        | 62                                         |
| Anm.: # Som småort.                        |                                            |                                            |                                            |                                            |